# هوبديل (ماساتشوستس)
هوبديل (بالإنجليزية: Hopedale, Massachusetts)‏ هي بلدة أمريكية تقع في الولايات المتحدة في مقاطعة ووستر (ماساتشوستس). يقدر عدد سكانها بـ 5,911 نسمة ومساحتها 13.8 كم2 وترتفع عن سطح البحر 85 متر.

## أعلام
- جايسون مايلز غوس
- براندان بيرك
- دانا غولد